# هوارد كيرتز
هوارد كيرتز (بالإنجليزية: Howard Kurtz)‏ هو صحفي أمريكي، ولد في 1 أغسطس 1953 في بروكلين في الولايات المتحدة.

## وصلات خارجية
- هوارد كيرتز على موقع IMDb (الإنجليزية)
- هوارد كيرتز على موقع إن إن دي بي (الإنجليزية)